# Безматерній Бруклін
«Безма́терній Бру́клін» (англ. Motherless Brooklyn) — роман Джонатана Летема, вперше виданий у 1999 році.
Твір удостоєний нагороди за художню літературу Національного гуртку книжкових критиків у 1999 році та премії «Золотий кинджал» за кримінальну літературу в 2000 році.
Роман був екранізований.

## Сюжет
Дія твору розгортається в Брукліні. Головний герой історії — Лайонел Ессрог, детектив із синдромом Туретта, що працює на Френка Мінну, власника дрібного детективного агентства. На Френка Мінну скоєний напад.